# Andrej Marinc
Andrej Marinc (* 4. říjen 1930, Celje) je bývalý slovinský politik.

## Životopis
Zemědělskou fakultu absolvoval v roce 1956, politicky se začal angažovat po roce 1962. Byl členem a tajemníkem ústředního výboru Svazu komunistů Slovinska (1968 – 1972), předsedou výkonného výboru Skupščiny Socialistické republiky Slovinsko (republikové vlády) byl v období let 1972 až 1978, v letech 1982 až 1986 byl předsedou Předsednictva ústředního výboru SKS a člen republikového Předsednictva (1986 – 1990).
V roce 1988 zvažoval kandidaturu na předsedu republikového Předsednictva. Marinc ji však nakonec stáhl, což bývá dáváno do spojitosti s vydáním pamětí Stane Kavčiče, reformního slovinského premiéra, na jehož sesazení se počátkem sedmdesátých let Marinc podílel.